# Cosipara sabura
Cosipara sabura là một loài bướm đêm trong họ Crambidae.